# الانتخابات الرئاسية اللبنانية 2008
كان من المقرر إقامة الانتخابات الرئاسية اللبنانية الثانية عشر يوم 22 إبريل 2008 وذلك لانتخاب خليفة للرئيس إميل لحود الذي انتهت ولايته في 24 نوفمبر. وذلك بعد التأجيل المتكرر لعملية الانتخاب بسبب عدم اتفاق الأطراف اللبنانية على سبل الحل.
تقررت الانتخابات على خلفية أزمة سياسية ما بين الأغلبية والمعارضة بالإضافة إلى توتر العلاقات مع سوريا. وقع تأجيل جلسة الانتخاب لعديد من المرات أولا من 25 سبتمبر إلى 23 أكتوبر ثم إلى 21 نوفمبر، 23 نوفمبر 30 نوفمبر، 7 ديسمبر، 11 ديسمبر، 17 ديسمبر، 22 ديسمبر، 29 ديسمبر، 12 يناير، 21 يناير، 11 فبراير، 26 فبراير وأخيرا إلى 11 مارس. ينتخب الرئيس من قبل أعضاء المجلس النيابي ويشترط على المرشحين انتمائهم إلى الطائفة المارونية. ينص الدستور اللبناني على انتخاب الرئيس بأغلبية الثلثين في الدورة الأولى وبالأغلبية المطلقة في الدورة الثانية، وعلى أن يحضر الجلسة ثلثي أعضاء المجلس النيابي على الأقل. يملك تحالف 14 آذار أغلبية ضئيلة تتمثل في 68 مقعدا على 128. قامت عدة أطراف بمحاولات وساطة بين الطرفين أبرزها التي يقودها وزير الخارجية الفرنسي برنار كوشنير. في 31 أكتوبر أعلن قائد الجيش اللبناني ميشيل سليمان عدم ترشحه التزاما بالدستور الذي ينص أن على موظفي الفئة الأولى والقضاة تقديم استقالتهم من المناصب التي يشغلونها قبل سنتين من تاريخ ترشحهم لمنصب الرئاسة. في 16 نوفمبر قام البطريرك الماروني نصر الله بطرس صفير لائحة إختارتها الكنيسة بأسماء المرشحين، إلى زعيم الأغلبية سعد الحريري ورئيس مجلس النواب نبيه بري. قدم ميشال عون في 22 نوفمبر مبادرة  تقضي باختياره رئيسا من خارج تياره على أن يختار سعد الحريري رئيسا للوزراء من خارج تيار المستقبل وذلك إلى 2009، تاريخ انعقاد الانتخابات النيابية القادمة، إلا أن المبادرة جوبهت بالرفض من قبل الأغلبية. وفي نهاية نوفمبر عاد اسم سليمان ليطفو بقوة كمرشح توافقي. وفي 2 ديسمبر 2007 أعلنت الأغلبية موافقتها الرسمية  على ترشحه تلتها المعارضة في 3 ديسمبر. في 24 ديسمبر أقرت الحكومة اللبنانية التعديل الدستوري لتمكين سليمان من الترشح. وعلى الرغم من التوافق على ترشيح العماد سليمان تبقى عدة مواضيع خلافية تعيق التئام الجلسة الانتخابية وهي عدم التوافق على صيغة التشكيلة الحكومية حيث تصر المعارضة على الحصول على الثلث الضامن بالحكومة بينما تريد الأغلبية أعطاء رئيس الجمهورية نسبة من أعضاء الحكومة تشكل الحكم بين الفريقين وعليه عدم إعطاء الثلث الضامن للمعارضة مع عدم تمكن الأغلبية من الحصول على الثلثين في الحكومة.

## المرشحون السابقون
أعلن أربعة سياسيون علنا ترشحهم للمنصب
- ميشال عون رئيس التيار الوطني الحر، نائب وقائد سابق للجيش ورئيس حكومة انتقالية سابق وزعيم أكبر كتلة مسيحية في المجلس النيابي.
- نسيب لحود، نائب سابق رئيس حركة التجدد الديمقراطي.
- بطرس حرب، نائب ووزير سابق.
- روبير غانم، نائب ووزير سابق.

كما تسربت معلومات أن القائمة التي قدمها البطريرك صفير تضم الشيخ ميشال الخوري، نجل أول رئيس بعد الاستقلال بشارة الخوري، والوزير السابق ميشال إده. تداولت الصحافة أيضا عدة أسماء أخرى قد تعلن ترشحها مثل حاكم مصرف لبنان رياض سلامة، الوزير السابق جان عبيد، وزير العدل شارل رزق، النائب المستقل بيار دكاش والوزير السابق فارس بويز.